# 크리스티나 그리미
크리스티나 빅토리아 그리미(영어: Christina Victoria
Grimmie, 1994년 3월 12일 ~ 2016년 6월 10일)는 유튜브 아이디 zeldaxlove64로 잘 알려진 미국의 싱어송라이터이다. 2014년 《더 보이스》 시즌 6에 참가해 마룬5의 애덤 리바인과 공연을 하고, 최종 순위 3위를 기록하는 등 어린나이에 놀라운 실력으로 이름을 알렸다. 이 프로그램의 첫 무대에서 마일리 사이러스의 <Wrecking Ball>을 불러 큰 인기를 끌었다. 2016년 6월 10일, 미국 올랜도에서 팬 사인회를 하던 중 신원미상의 남성에 의해 총상을 입었다. 치명상을 입어 곧바로 병원으로 옮겨져 심폐소생술을 받았으나 몇 시간 후 사망했다.
용의자는 정신이상자로 추정되었으며 사건직후 용의자는 총으로 자살했다.

## 각주

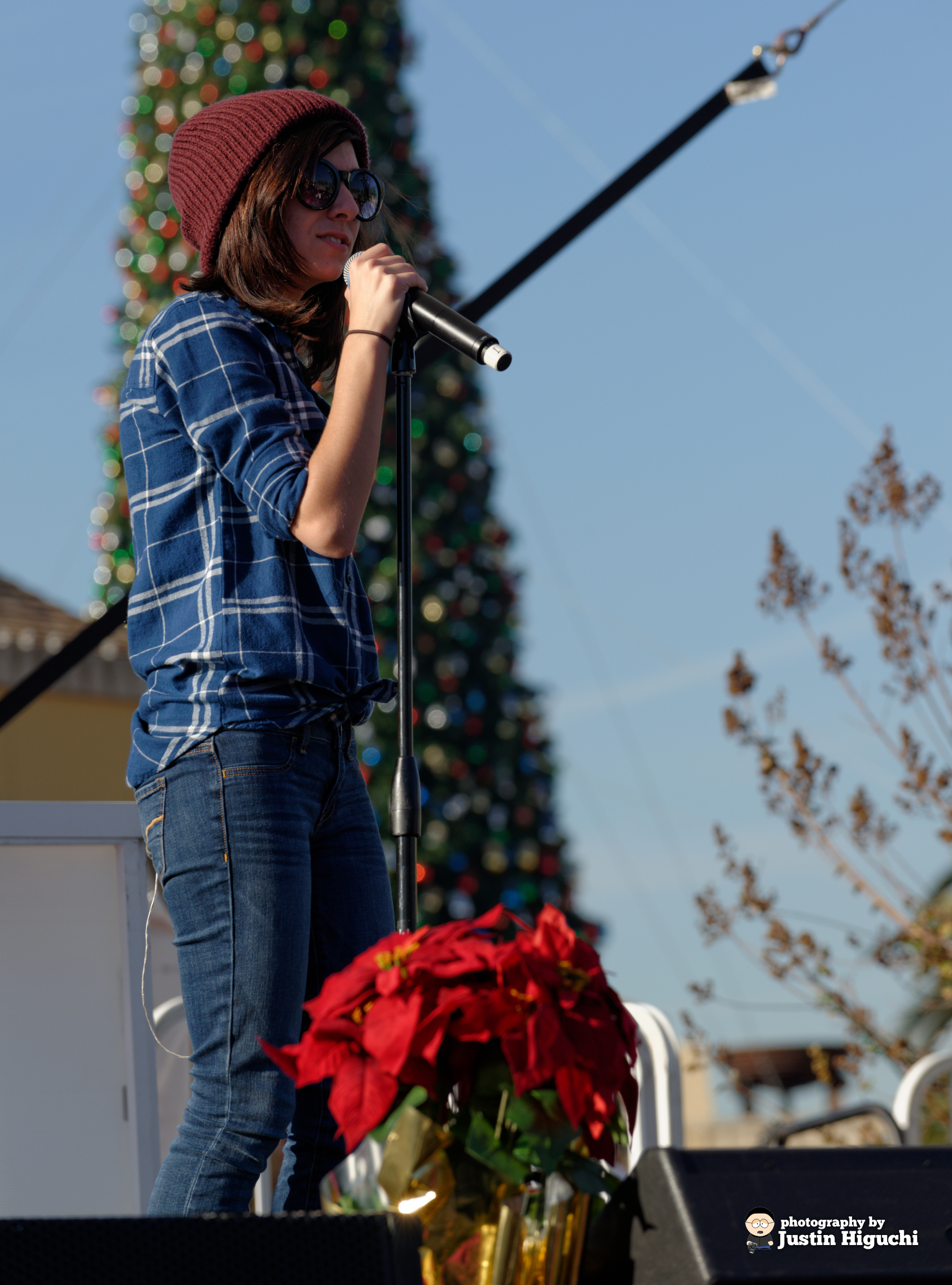
2014년 11월 캘리포니아 Citadel Outlet에서 공연하는 모습

## 음반 목록

### 정규 음반
- With Love (2013)
- All Is Vanity (2017)

### EP
- Find Me (2011)
- Side A (2016)
- Side B (2017)

## 같이 보기
- 존 레논 피살 사건
- 레베카 쉐퍼
- 리카르도 로페스